# Krenica
Krenica är en sjö i Bosnien och Hercegovina.   Den ligger i entiteten Federationen Bosnien och Hercegovina, i den södra delen av landet, 100 km sydväst om huvudstaden Sarajevo. Krenica ligger 259 meter över havet.
Omgivningarna runt Krenica är en mosaik av jordbruksmark och naturlig växtlighet. Runt Krenica är det ganska tätbefolkat, med 93 invånare per kvadratkilometer.